# Andreas Kielmann
Andreas Kielmann (* 1825 in Wismar; † nach 1873 in Schwerin) war ein deutscher Maler.

## Leben
Andreas Kielmann war der Sohn eines Wismarer Kaufmanns. Von 1845 bis 1847 studierte er Malerei in Berlin und dann auf einer Studienreise in Paris, Brüssel und Antwerpen. Ab 1859 war er in Schwerin ansässig. Er malte überwiegend Genrebilder, von denen zwei in das Schweriner Museum gelangten, und Porträts „die den Ansprüchen an Porträtähnlichkeit genügen, aber ohne besondere künstlerische Eigenart sind.“

## Werke

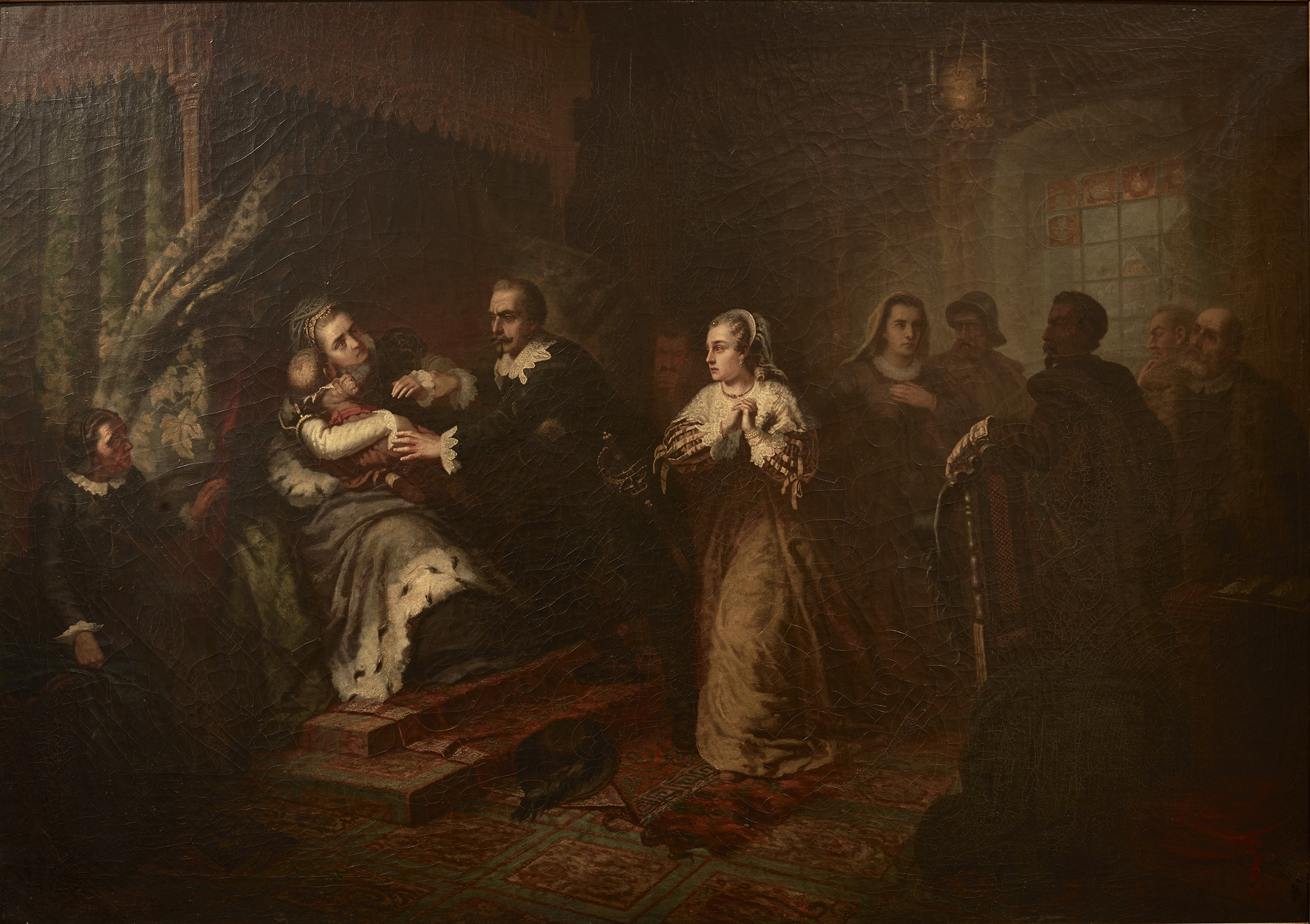
Der Güstrower Prinzenraub

- Blick vom Schelfkirchturm nach Osten, nach Westen, nach Süden, nach Norden
- Mittagsbrot in der Ernte (1861), Staatliches Museum Schwerin[2]
- Einquartierung in einem französischen Bauernhaus (1871), Staatliches Museum Schwerin[2]
- Graf Moltke (1872)
- Der Güstrower Prinzenraub, Stadtmuseum Güstrow
- Vorbereitungen für das Dorffest (1873)